# Зажев
Зажев (пол. Zarzew) — село в Польщі, у гміні Жґув Конінського повіту Великопольського воєводства.
Населення — 218 осіб (2011).
У 1975-1998 роках село належало до Конінського воєводства.

## Демографія
Демографічна структура станом на 31 березня 2011 року:
|          | Загалом | Допрацездатний вік | Працездатний вік | Постпрацездатний вік |
| -------- | ------- | ------------------ | ---------------- | -------------------- |
| Чоловіки | 116     | 35                 | 72               | 9                    |
| Жінки    | 102     | 25                 | 57               | 20                   |
| Разом    | 218     | 60                 | 129              | 29                   |